# أيها اللص أنا جندي (فلم هندي)
أيها اللص أنا جندي أو Tu Chor Main Sipahi (بالهندية: तु चोर، मै सिपाही)هو فيلم هندي بطولة أكشاي كومار، سيف علي خان، تابو وبراتيبها سينها في الأدوار القيادية. وتم صدوره في 10 مايو 1996 من إخراج جودو Dhanoa. لقد كتب السيناريو روبن هنري

## القصة
رجا (سيف علي خان) هو مجرم سيئة السمعة سرقة أساسا جيدا للقيام الناس. عمار (أكشاي كومار) هو ضابط شرطة مفتول العضلات تتبع له وعلى استعداد لفعل أي شيء للقبض عليه. يتم عكس الأدوار عندما يفقد عمار ذاكرته وينتهي في قرية نائية حيث رجا يطرح ضابط شرطة. كلاهما كفريق واحد لمساعدة القرويين من رجل لا يرحم، ثاكور سينغ (امريش بوري).

## الممثلون
اكشاي كومار-عمار

سيف علي خان-راجو

تابو-كاجل

براتيبها سينها-راني
امريش بوري-ثاكور سينغ
انوبام خير-مفوض الشرطة كوشال سينغ

## روابط خارجية
- مقالات تستعمل روابط فنية بلا صلة مع ويكي بيانات